# 던전 & 드래곤: 섀도 오버 미스타라
《던전 앤 드래곤: 섀도 오버 미스타라》(Dungeons & Dragons: Shadow over Mystara)는 캡콤이 제작한 1996년 아케이드 진행형 격투 게임이다. 1993년 발매됐던 《던전 앤 드래곤: 타워 오브 둠》의 후속작으로, 던전 앤 드래곤 캠페인 세계 미스타라에 기반하고 있다. 1997년의 《배틀 서킷》과 함께 캡콤이 제작한 마지막 2D 아케이드 게임이었다.
《섀도 오버 미스타라》는 기존의 진행형 격투 게임에 액션 롤플레잉 비디오 게임 요소를 결합한 깊은 게임플레이를 갖췄다. 플레이어는 적들을 베어 얻는 경험치가 쌓이면 새로운 마법을 배울 수 있으며, 상점에서 무기와 장비를 구입해 스스로를 강화할 수 있다. 처음에 선택할 수 있는 6개의 직업에 따라 고유한 특기와 장점이 있고, 부가아이템을 장착하면 특정 공격에 대한 면역이 생기는 등 부가효과를 볼 수 있다. 이런 게임 내의 숨겨진 요소들과 더불어 어느 쪽 갈림길로 진행함에 따라 완전히 다른 스테이지가 나오는 등 파고들기 요소가 풍부하다.
CP 시스템 II 기판으로 아케이드 전용으로 출시된 후, 1999년에 세가 새턴으로 전작과 함께 《던전 앤 드래곤 컬렉션》이란 이름으로 이식됐다. 2013년에는 마찬가지로 전작과 같이 포함된 이식판 《던전 앤 드래곤: 미스타라 연대기》가 닌텐도 Wii U, 플레이스테이션 3, 엑스박스 360 및 마이크로소프트 윈도우로 출시됐다.